# Ejército revolucionario francés
El ejército revolucionario francés (en francés: Armée révolutionnaire française) fue la fuerza francesa que luchó en las guerras revolucionarias francesas desde 1792 hasta 1804. Estos ejércitos se caracterizaron por su fervor revolucionario, su escaso equipamiento y su gran número. Aunque experimentaron desastrosas derrotas tempranas, los ejércitos revolucionarios expulsaron con éxito a las fuerzas extranjeras del suelo francés y luego invadieron muchos países vecinos, estableciendo repúblicas subordinadas. Los principales generales incluyeron a Jourdan, Bonaparte, Masséna y Moreau.
Como descripción general de las fuerzas militares francesas durante este período, no debe confundirse con los armées révolutionnaires, «ejércitos revolucionarios», que eran fuerzas paramilitares creadas durante el Terror.

## Formación

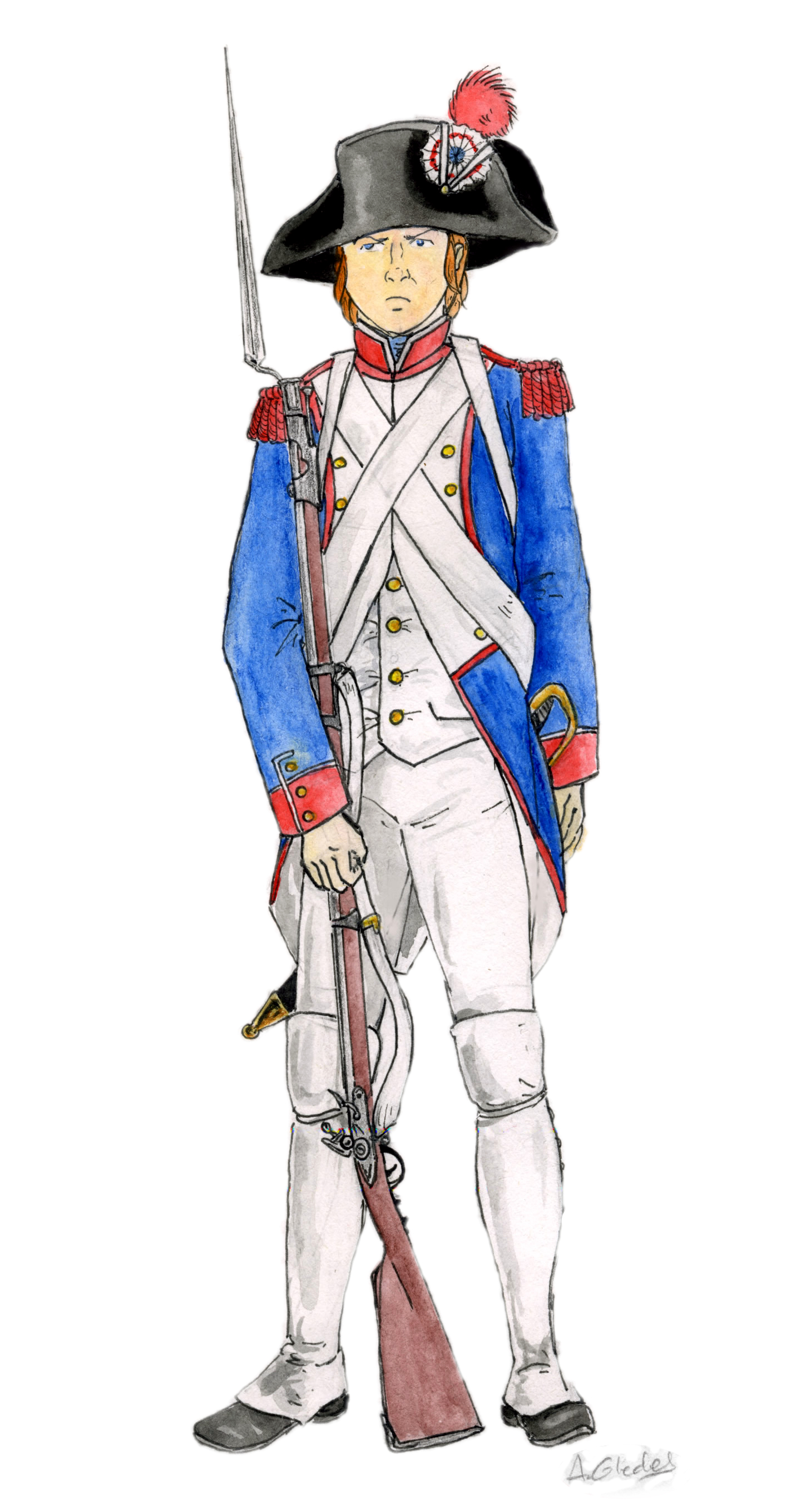
Granadero de línea francesa durante la Revolución.

Cuando el Antiguo Régimen dio paso a una monarquía constitucional y luego a una república, entre 1789 y 1792, toda la estructura de Francia se transformó para alinearse con los principios revolucionarios de Liberté, Égalité, Fraternité, «Libertad, Igualdad y Fraternidad». La Europa reaccionaria se opuso, especialmente después de la ejecución del rey francés. La firma de la Declaración de Pillnitz entre Leopoldo II, emperador del Sacro Imperio Romano Germánico, y el rey Federico Guillermo II de Prusia y la subsiguiente declaración de guerra francesa significó que desde su formación, la República de Francia estaba en guerra y requería una potente fuerza militar para asegurar su supervivencia. Como resultado, uno de los primeros elementos importantes del estado francés en ser reestructurado fue el ejército.
Casi toda la clase de oficiales del Antiguo Régimen procedía de la aristocracia. Durante el período que precedió al derrocamiento final de la Monarquía, un gran número de oficiales abandonaron sus regimientos y emigraron. Solo entre el 15 de septiembre y el 1 de diciembre de 1791, 2160 oficiales del ejército real huyeron de Francia para finalmente unirse al ejército emigrado de Luis José, príncipe de Condé. De los que se quedaron, muchos fueron encarcelados o asesinados durante el Reinado del Terror. Los pocos oficiales restantes de la vieja guardia fueron ascendidos rápidamente; esto significaba que la mayoría de los oficiales revolucionarios eran mucho más jóvenes que sus homólogos monárquicos. Los oficiales aristocráticos de alto rango que quedaron, entre ellos el marqués de la Fayette, el conde de Rochambeau y el conde Nicolás Luckner, pronto fueron acusados de tener simpatías monárquicas y ejecutados o forzados al exilio.
El fervor revolucionario, junto con los llamamientos para salvar al nuevo régimen, dieron como resultado una gran afluencia de voluntarios entusiastas, aunque sin formación ni disciplina. Estos fueron los primeros sans-culottes, llamados así porque vestían pantalones de campesinos en lugar de los calzones hasta la rodilla que usaban los otros ejércitos de la época. La desesperada situación militar de Francia significó que estos hombres fueran rápidamente incluidos en el ejército. Una de las razones del éxito del Ejército Revolucionario Francés es la estrategia de amalgamación, «amalgama», organizada por el estratega militar Lazare Carnot, más tarde ministro de Guerra de Napoleón. Asignó, al mismo regimiento (pero en diferentes batallones), tanto a jóvenes voluntarios entusiastas ante la idea de morir por la libertad como a viejos veteranos del antiguo ejército real.
La transformación del Ejército fue más evidente en el cuerpo de oficiales. Antes de la revolución, el 90% de los oficiales habían sido aristócratas, en comparación con solo el 3% en 1794. El fervor revolucionario era alto y estaba supervisado de cerca por el Comité de Seguridad Pública, que asignó Representantes en Misión para vigilar a los generales del ejército. De hecho, durante la guerra, algunos generales desertaron y otros fueron destituidos o ejecutados. El gobierno exigió que los soldados fueran leales al gobierno de París, no a sus generales.

## Reglamento de 1791
Oficialmente, los ejércitos revolucionarios operaban según las directrices establecidas en el Reglement de 1791, un conjunto de reglamentos creados durante los años anteriores a la Revolución. El Reglement de 1791 establecía varias maniobras tácticas complejas, maniobras que exigían soldados, oficiales y suboficiales bien entrenados para realizarlas correctamente. El ejército revolucionario carecía de estas tres áreas, y como resultado los primeros esfuerzos por ajustarse al Reglement de 1791 fueron un desastre. Las tropas no entrenadas no podían realizar las complejas maniobras requeridas, la cohesión de la unidad se perdió y la derrota estaba asegurada.
Al darse cuenta de que el ejército no era capaz de ajustarse al Reglement de 1791, los comandantes empezaron a experimentar con formaciones que requerían menos entrenamiento para actuar. Muchos eminentes pensadores militares franceses venían reclamando el cambio desde hacía décadas. En el periodo posterior a la humillante actuación del ejército francés durante la Guerra de los Siete Años, comenzaron a experimentar con nuevas ideas. Guibert escribió su épico Essai général de Tactique, Bourcet se centró en los procedimientos de estado mayor y en la guerra de montaña, y Mesnil-Durand se dedicó a defender l'ordre profond, tácticas de maniobra y lucha en formaciones de columnas pesadas, poniendo énfasis en el choque del acero frío sobre la potencia de fuego.
En la década de 1770, algunos comandantes, entre ellos el brillante duque de Broglie, realizaron ejercicios para probar estas tácticas. Finalmente se decidió lanzar una serie de experimentos para probar las nuevas tácticas y compararlas con la formación lineal fredrickiana estándar conocida como l'ordre mince, universalmente popular en toda Europa. De Broglie decidió que l'ordre profond funcionaba mejor cuando estaba apoyado por artillería y un gran número de escaramuzadores. A pesar de estos ejercicios, l'ordre mince tenía fuertes y poderosos partidarios en la Royal Armée Française, y fue esta formación la que entró en el Reglément de 1791 como estandarte.

## Prueba de fuego

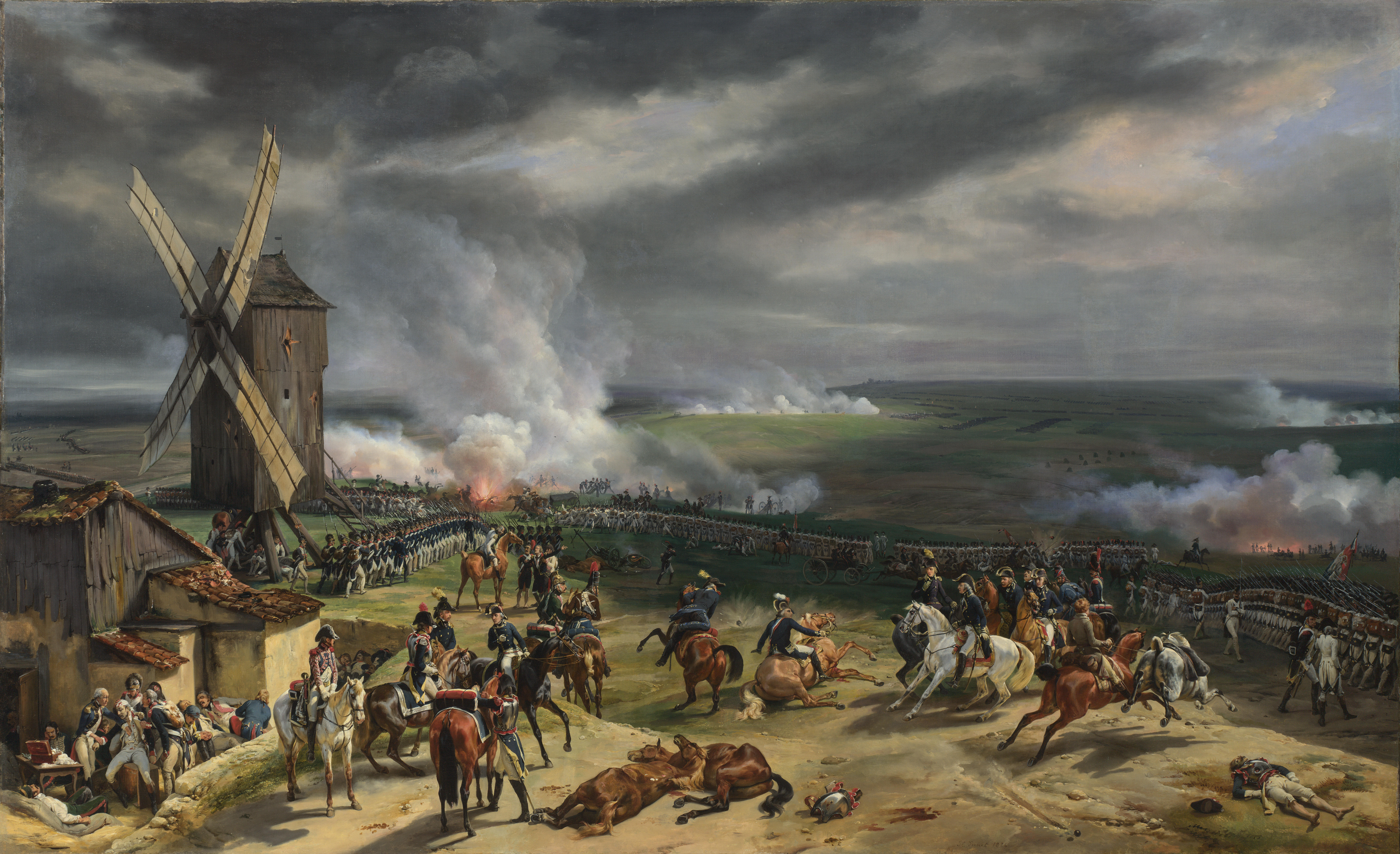
La Batalla de Valmy (1792) fue una victoria decisiva para los franceses.

Los franceses atacaron primero, con una invasión de los Países Bajos austriacos propuesta por el ministro de Asuntos Exteriores Charles François Dumouriez. Esta invasión pronto se convirtió en una debacle cuando se descubrió que las fuerzas revolucionarias, entrenadas a toda prisa, estaban muy desorganizadas y eran desobedientes: en una ocasión, las tropas asesinaron a su general para evitar una batalla; en otra, las tropas insistieron en someter a votación las órdenes de su comandante. Las fuerzas revolucionarias se retiraron de los Países Bajos austriacos en desorden.
En agosto de 1792, un gran ejército austro-prusiano comandado por el duque de Brunswick cruzó la frontera e inició su marcha hacia París con la intención declarada de restaurar el pleno poder de Luis XVI. Varios ejércitos revolucionarios fueron fácilmente derrotados por las tropas profesionales austriacas, hessianas, de Brunswick y prusianas. El resultado inmediato fue el asalto al Palacio de las Tullerías por parte de una turba parisina armada y el derrocamiento del rey. Las sucesivas fuerzas revolucionarias no lograron detener el avance de Brunswick y a mediados de septiembre parecía que París caería en manos de los monárquicos invasores. La Convención ordenó combinar los ejércitos restantes bajo el mando de Dumouriez y François Christophe Kellermann. En la batalla de Valmy, el 20 de septiembre de 1792, las fuerzas revolucionarias derrotaron a la avanzadilla de Brunswick, haciendo que el ejército invasor iniciara una retirada hasta la frontera. Gran parte del mérito de la victoria se debió a la artillería francesa, considerada la mejor de Europa gracias a las mejoras técnicas de Jean Baptiste Vaquette de Gribeauval.
La batalla de Valmy aseguró que los ejércitos revolucionarios fueran respetados y que sus enemigos ya no los subestimaran. Durante los siguientes diez años, estos ejércitos no solo defendieron a la incipiente Primera República Francesa, sino que, bajo el mando de generales como Moreau, Jourdan, Kléber, Desaix y Bonaparte, ampliaron las fronteras de la república francesa.

## Lázaro Carnot
Si bien el Cañonazo de Valmy salvó a la República de una destrucción inminente y provocó que sus enemigos se detuvieran, la guillotina de Luis XVI en enero de 1793 y la proclamación de la convención de que "exportaría la revolución" endurecieron la determinación de los enemigos de Francia de destruir la República y restablecer una monarquía.
A principios de 1793, se formó la Primera Coalición, no sólo de Prusia y Austria, sino también de Cerdeña, Nápoles, las Provincias Unidas Holandesas, España y Gran Bretaña. La República estaba siendo atacada en varios frentes, y en la región ferozmente católica de La Vendée había estallado una revuelta armada. El ejército revolucionario estaba muy sobrecargado y parecía que la caída de la república era inminente.
A principios de 1793, Lazare Carnot, destacado matemático, físico y delegado de la Convención, fue ascendido al Comité de Seguridad Pública. Mostrando un talento excepcional para la organización y para hacer cumplir la disciplina, Carnot se dedicó a reorganizar los Ejércitos Revolucionarios desaliñados. Consciente de que ninguna reforma y disciplina iba a contrarrestar la enorme superioridad numérica de la que gozaban los enemigos de Francia, Carnot ordenó (decreto del 24 de febrero de 1793 de la Convención nacional) que cada departamento aportara una cuota de nuevos reclutas, una cifra que ascendía a unos 300.000. A mediados de 1793, el Ejército Revolucionario había aumentado alrededor de 645.000 hombres.

## Levée en masse
El 23 de agosto de 1793, ante la insistencia de Carnot, la Convención emitió la siguiente proclama ordenando una levée en masse
"Desde este momento hasta el momento en que sus enemigos hayan sido expulsados del suelo de la República, todos los franceses están en requisición permanente para los servicios de los ejércitos. Los jóvenes pelearán; los casados forjarán armas y transportarán provisiones; las mujeres harán tiendas y vestidos y servirán en los hospitales; los hijos convertirán el lino en hilo; los viejos se irán a las plazas públicas para despertar el coraje de los guerreros y predicar el odio a los reyes y la unidad de la República".
Todos los hombres sanos solteros de entre 18 y 25 años debían presentarse de inmediato para el servicio militar. Los casados, así como los restantes hombres, mujeres y niños, debían concentrar sus esfuerzos en armar y abastecer al ejército.
Esto aumentó el tamaño de los ejércitos revolucionarios de forma espectacular, proporcionando a los ejércitos en el campo de batalla el número de hombres necesario para contener los ataques del enemigo. Carnot fue aclamado por el gobierno como el Organizador de la Victoria. En septiembre de 1794, el Ejército Revolucionario contaba con 1.500.000 hombres en armas. La levée en masse de Carnot había proporcionado tantos efectivos que no fue necesario repetirla de nuevo hasta 1797.

## Táctica

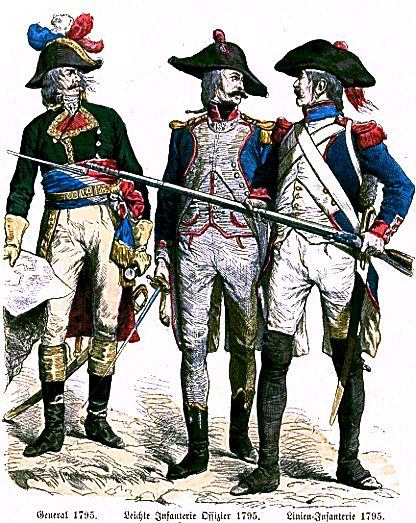
General revolucionario francés, oficial de infantería ligera y soldado de una semibrigada de línea.

Al ver el fracaso del Reglamento de 1791, varios de los primeros comandantes revolucionarios siguieron el ejemplo de De Broglie y experimentaron con las ideas prerrevolucionarias, adaptándolas gradualmente hasta que descubrieron un sistema que funcionaba. El estándar final utilizado por los primeros Ejércitos Revolucionarios consistió en lo siguiente:
- Las tropas con una moral o habilidad excepcionales se convirtieron en escaramuzadores y se desplegaron en una pantalla frente al Ejército. Sus principales tácticas de lucha eran de naturaleza guerrillera. Tanto a pie como a caballo, el gran enjambre de escaramuzadores se escondería de los enemigos si era posible, acribillaría sus formaciones con fuego y desplegaría emboscadas. Al no poder tomar represalias contra los escaramuzadores dispersos, la moral y la cohesión de las unidades de los ejércitos emigrados y monárquicos mejor entrenados y equipados se fueron desgastando. El incesante fuego de hostigamiento solía hacer vacilar a una sección de la línea enemiga, y entonces las formaciones "regulares" del Ejército Revolucionario eran enviadas al ataque.
- Las tropas menos hábiles y de calidad más dudosa, que constituían la parte "regular" del ejército, se formaban en columnas de batallones. La columna de batallón requería poco entrenamiento para perfeccionarla, y proporcionaba a los comandantes potentes formaciones de "ariete" con las que golpear las líneas enemigas después de que los escaramuzadores hubieran hecho su trabajo. La pantalla de escaramuzas también proporcionaba protección a las tropas

## Infantería

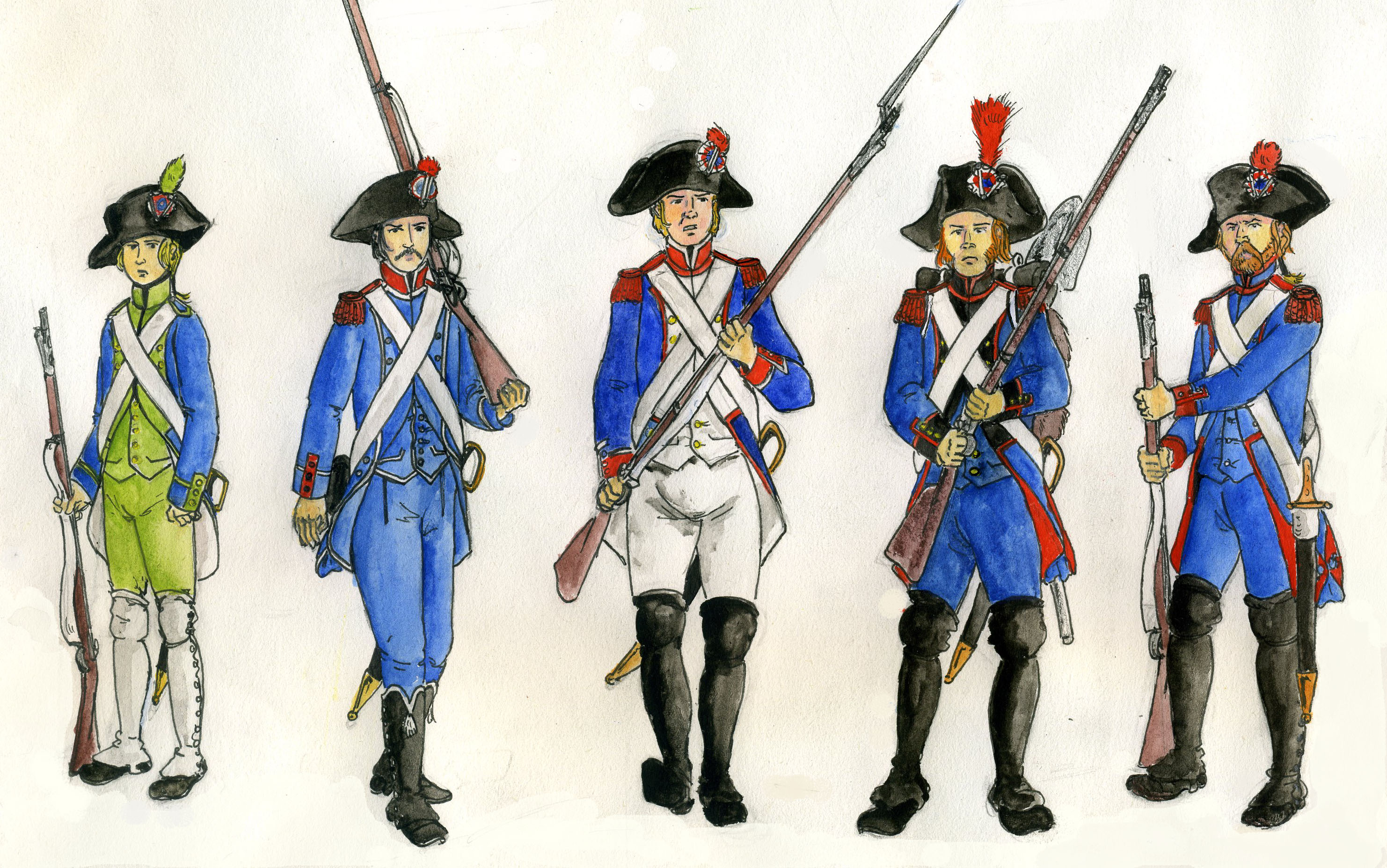
soldados republicanos franceses

Tras la disolución del antiguo régimen, se abandonó el sistema de regimientos numerados. En su lugar, el nuevo ejército se formó en una serie de semibrigadas numeradas. Estas formaciones, compuestas por dos o tres batallones, se denominaron semibrigadas en un intento de evitar las connotaciones feudales del término Regimiento. A mediados de 1793, el Ejército Revolucionario contaba oficialmente con 196 semibrigadas de infantería.
Después de la pésima actuación inicial de los batallones de voluntarios Fédéré, Carnot ordenó que cada semibrigada estuviera formada por un batallón regular (ex-Ejército Real) y dos fédéré. Estas nuevas formaciones, destinadas a combinar la disciplina y el entrenamiento del antiguo ejército con el entusiasmo de los nuevos voluntarios, tuvieron éxito en Valmy en septiembre de 1792. En 1794, se adoptó universalmente la nueva semibrigada.

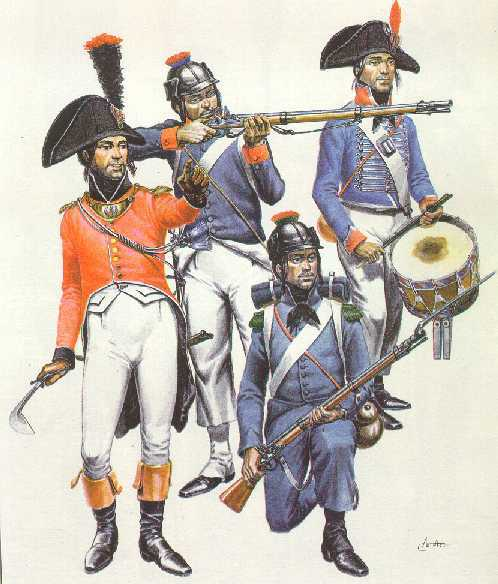
Soldados franceses de la campaña egipcia de 1798-1801 (de izquierda a derecha, en el sentido de las agujas del reloj): oficial de infantería de línea, soldado de infantería de línea, baterista de línea, soldado de infantería ligera.

El ejército revolucionario se había formado a partir de una mezcolanza de diferentes unidades, y como tal no tenía una apariencia uniforme. Los veteranos, con sus uniformes blancos y cascos de tarleton del antiguo régimen, servían junto a los guardias nacionales con sus chaquetas azules y sus gorros blancos con ribetes rojos, y los fédérés, vestidos de civil, con sólo el gorro frigio rojo y la escarapela tricolor para identificarse como soldados. La escasez de suministros hizo que los uniformes que se habían desgastado fueran sustituidos por ropa civil, por lo que el ejército revolucionario carecía de cualquier apariencia de uniformidad, a excepción de la escarapela tricolor que llevaban todos los soldados. A medida que avanzaba la guerra, varias semibrigadas recibieron chaquetas de colores específicos, y el ejército revolucionario de oriente que llegó a Egipto en 1798 estaba uniformado con chaquetas de color púrpura, rosa, verde, rojo, naranja y azul.
Junto al problema de los uniformes, muchos hombres del ejército revolucionario carecían de armas y municiones. Cualquier arma capturada del enemigo fue inmediatamente absorbida por las filas. Después de la Batalla de Montenotte en 1796, 1.000 soldados franceses que habían sido enviados a la batalla desarmados fueron equipados con mosquetes austriacos capturados. Como resultado, también faltaba uniformidad en las armas.
Además de las semibrigadas regulares, también existían semibrigadas de infantería ligera. Estas formaciones se formaban con soldados que habían demostrado su destreza en la puntería, y se utilizaban para escaramuzar delante de la fuerza principal. Al igual que las semibrigadas de línea, las semibrigadas ligeras carecían de uniformidad en cuanto a armamento y equipamiento.

## Artillería
La artillería francesa apoyaba a los escaramuzadores. La artillería fue la que menos sufrió el éxodo de oficiales aristocráticos durante los primeros días de la Revolución, ya que estaba comandada en su mayoría por hombres procedentes de la clase media. El hombre que daría forma a la época, Napoleón Bonaparte, era un artillero. Las diversas mejoras técnicas del general Jean Baptiste Vaquette de Gribeauval en los años anteriores a la Revolución, y los esfuerzos posteriores del barón du Teil y de su hermano, el caballero Jean du Teil, hicieron que la artillería francesa fuera la mejor de Europa. La artillería revolucionaria fue responsable de varias de las primeras victorias de la República; por ejemplo, en Valmy, el 13 de Vendémiaire y en Lodi. El cañón revolucionario desempeñó un papel fundamental en su éxito. El cañón continuó teniendo un papel dominante en el campo de batalla a lo largo de las guerras napoleónicas.

## Caballería

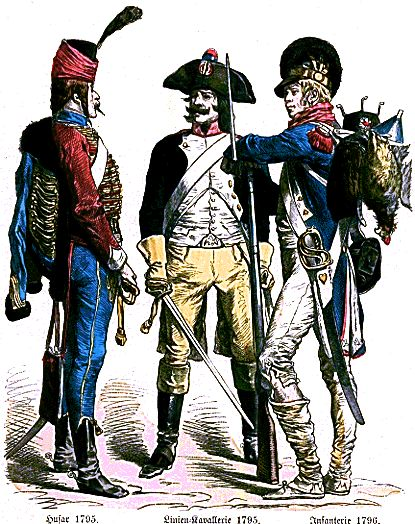
Húsar, soldado de infantería y caballería de línea, 1795-1796.

La caballería se vio seriamente afectada por la Revolución. La mayoría de los oficiales habían sido de origen aristocrático y habían huido de Francia durante las etapas finales de la monarquía o para evitar el Terror posterior. Muchos soldados de caballería franceses se unieron al ejército emigrado del Príncipe du Conde. Dos regimientos completos, los Hussards du Saxe y el 15éme Cavalerie (Royal Allemande) se pasaron a los austriacos.
Al carecer no sólo de oficiales entrenados, sino también de monturas y equipo, la caballería revolucionaria se convirtió en el brazo peor equipado del ejército revolucionario. A mediados de 1793, la organización sobre el papel del ejército revolucionario incluía veintiséis regimientos de caballería pesada, dos regimientos de carabineros, veinte regimientos de dragones, dieciocho regimientos de chasseurs à cheval y diez regimientos de húsares. En realidad, rara vez alguno de estos regimientos alcanzaba siquiera la mitad de sus efectivos. Sin embargo, a diferencia de la infantería, donde todos los batallones del antiguo ejército real se fusionaron con voluntarios recién reclutados para formar nuevas semibrigadas, la caballería conservó sus identidades regimentales durante todo el periodo revolucionario y napoleónico. Por ejemplo, el Regimiento de Cazadores de Alsacia (creado en 1651) fue rebautizado como 1er Regimiento de Cazadores en 1791, pero por lo demás permaneció sin cambios hasta su disolución definitiva después de Waterloo.

## Cuerpo aerostático
El cuerpo aerostático francés (compagnie d'aérostiers) fue la primera fuerza aérea francesa, fundada en 1794 para utilizar globos, principalmente para reconocimiento. El primer uso militar del globo se produjo el 2 de junio de 1794, cuando se utilizó para el reconocimiento durante un bombardeo enemigo. El 22 de junio, el cuerpo recibió órdenes de trasladar el globo a la llanura de Fleurus, frente a las tropas austriacas en Charleroi. 

## Rangos
Durante las últimas fases de la monarquía borbónica y la revolución hubo numerosos cambios en la oficialidad francesa. Los rangos más bajos eran subteniente (equivalente a un alférez), teniente y capitán. Chef de bataillon, «jefe de batallón», o Chef d'escadrons, «jefe de escuadrón» eran equivalentes y dependían si el oficial servía con la artillería, la infantería, la caballería o los ingenieros (equivalente a un mayor o comandante). Mientras el Mestre de camp del Antiguo Régimen, «maestre de campo», fue reemplazado por el rango de Chef de brigade, «jefe de brigada», durante las guerras revolucionarias y el principio del Consulado. Posteriormente, durante el final del Consultado pasó a ser conocido como coronel.
Respecto del generalato, los principales cambios sucedieron por leyes aprobadas por la Convención el 21 de febrero de 1793. El Maréchal de camp, «mariscal de campo», fue reemplazado por el Général de brigade, «general de brigada»; y el Lieutenant général, «teniente general», por el Général de division, «general de división». En cambio, el rango superior de maréchal de France, «Mariscal de Francia», fue abolido (aunque posteriormente volvería como Maréchal d'Empire, «Mariscal del Imperio»). El ascenso más fulminante fue el de Thomas-Alexandre Dumas, quien pasó de ser soldado raso en febrero de 1792 a general de brigada el 30 de julio de 1793, general de división el 3 de septiembre y comandante en jefe del Ejército de los Pirineos Occidentales el 8 de septiembre. Tal ascenso, del rango más bajo (soldado) al más alto (general de división) sólo fue posible en las extraordinarias circunstancias de la revolución.

## Generales y comandantes notables

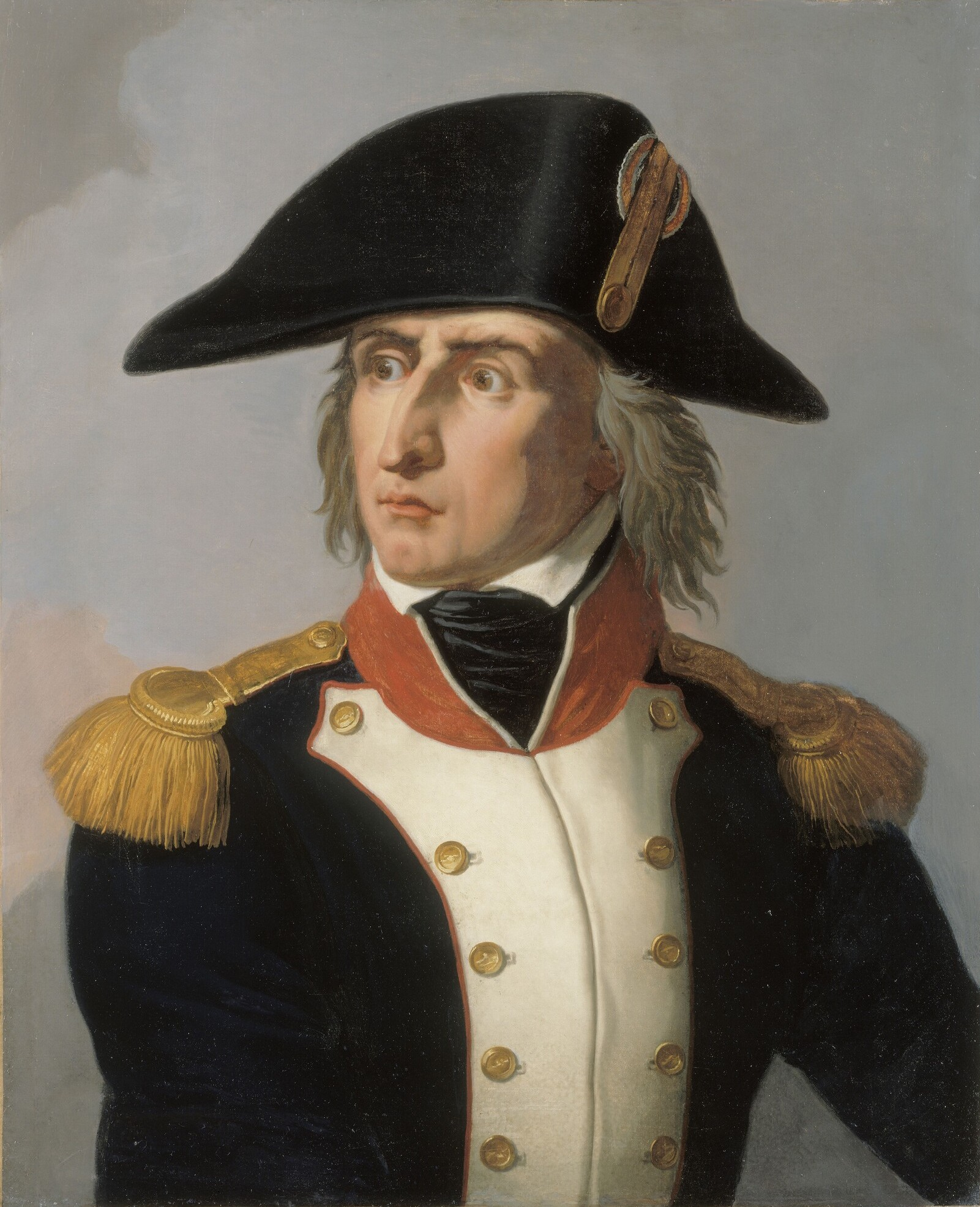
Pierre Augereau
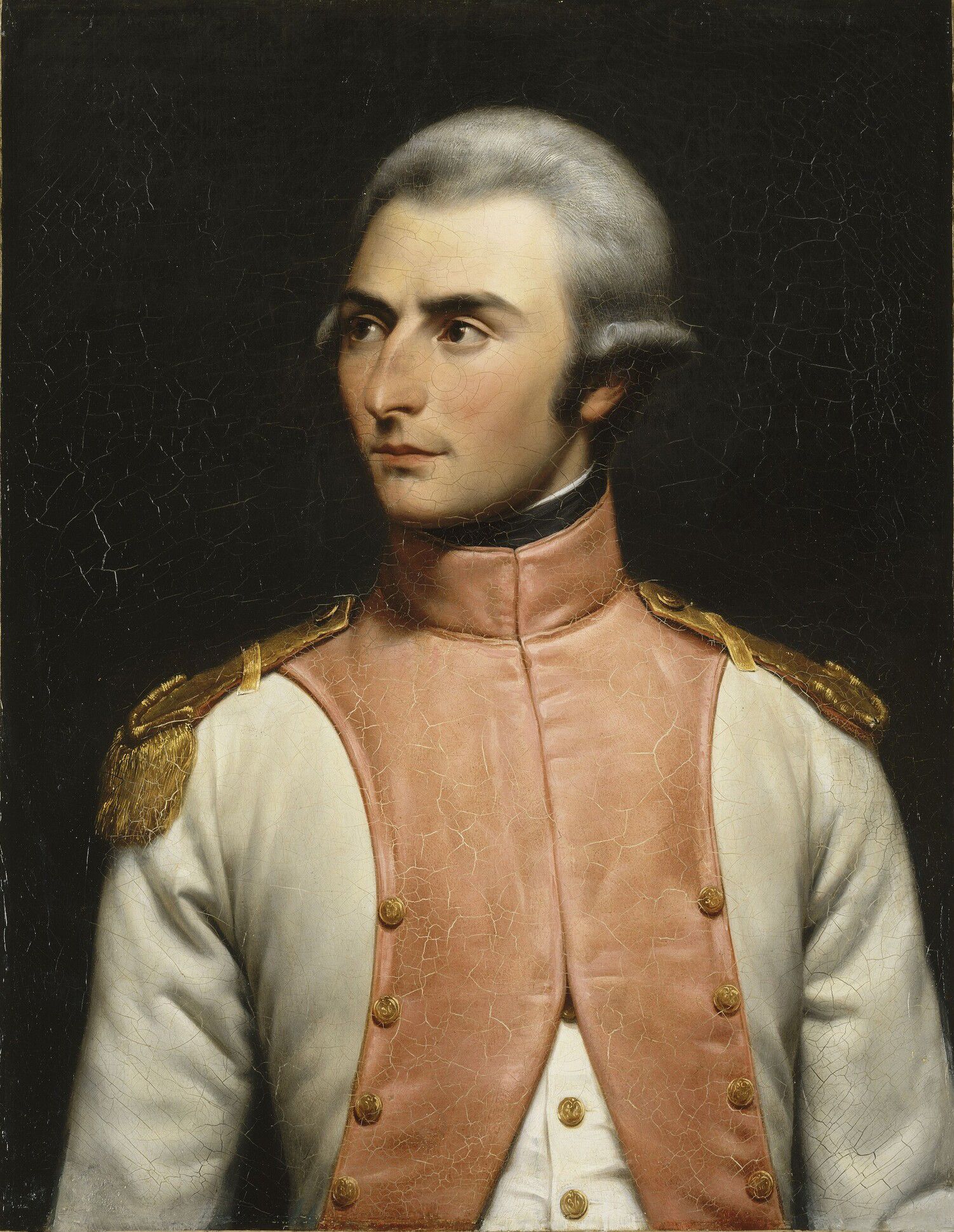
Jean-Baptiste Bernadotte
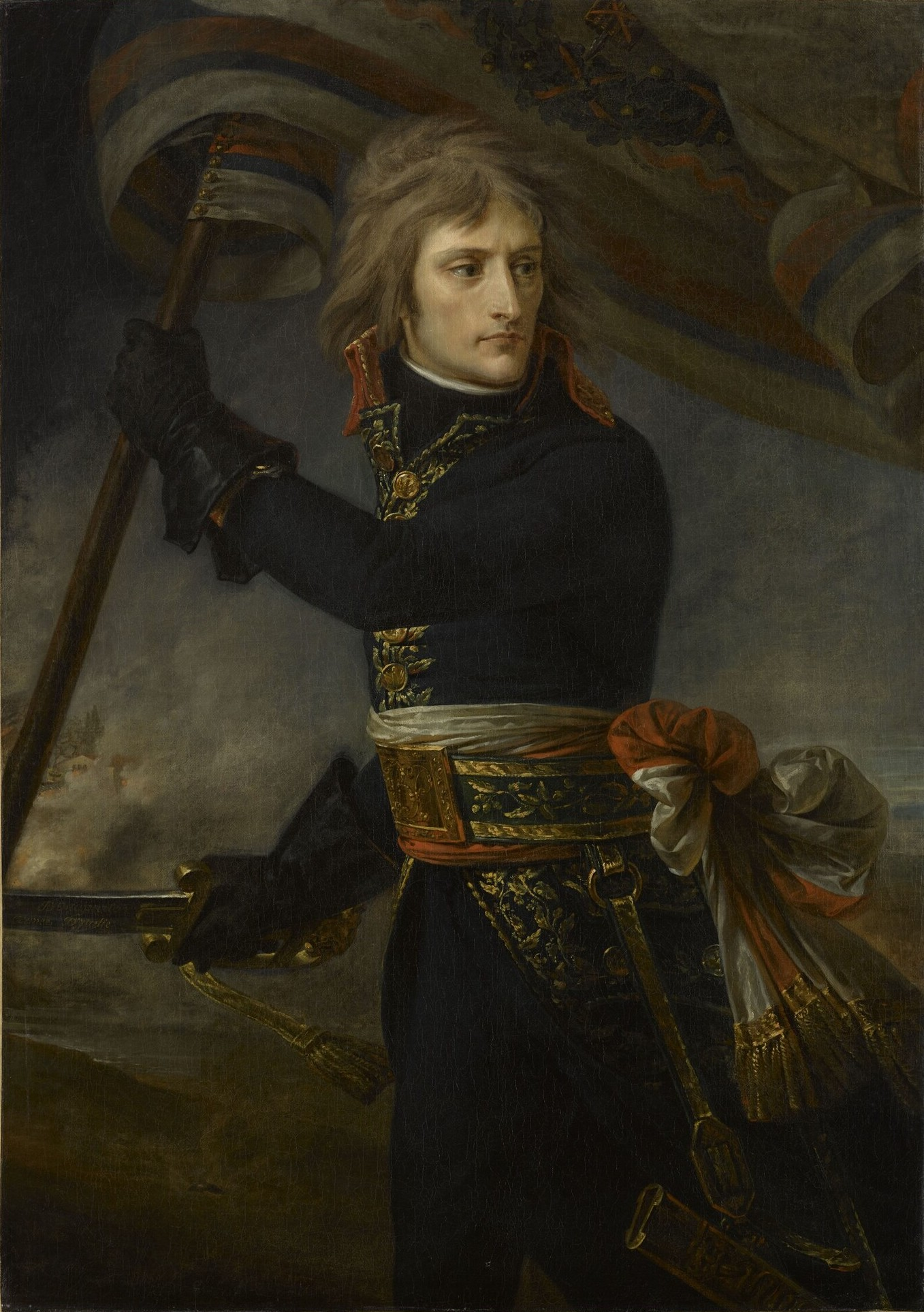
Napoleón Bonaparte
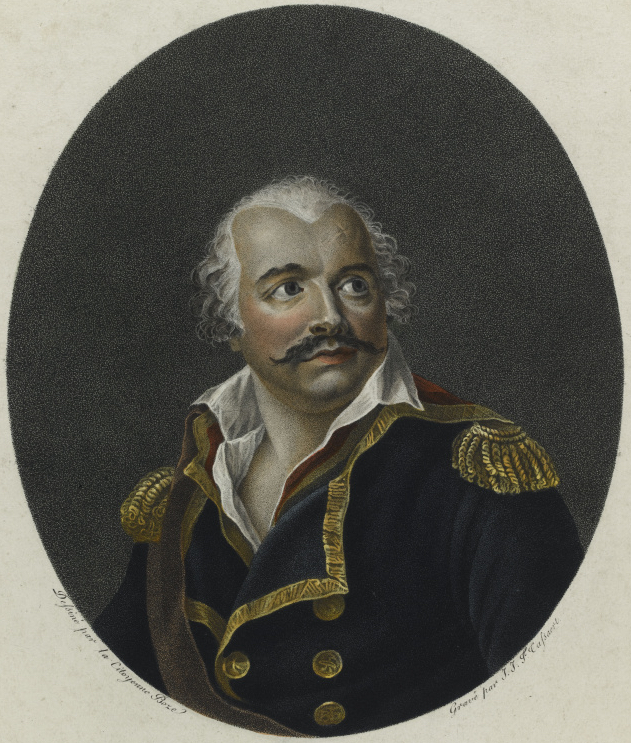
Jean-François Carteaux
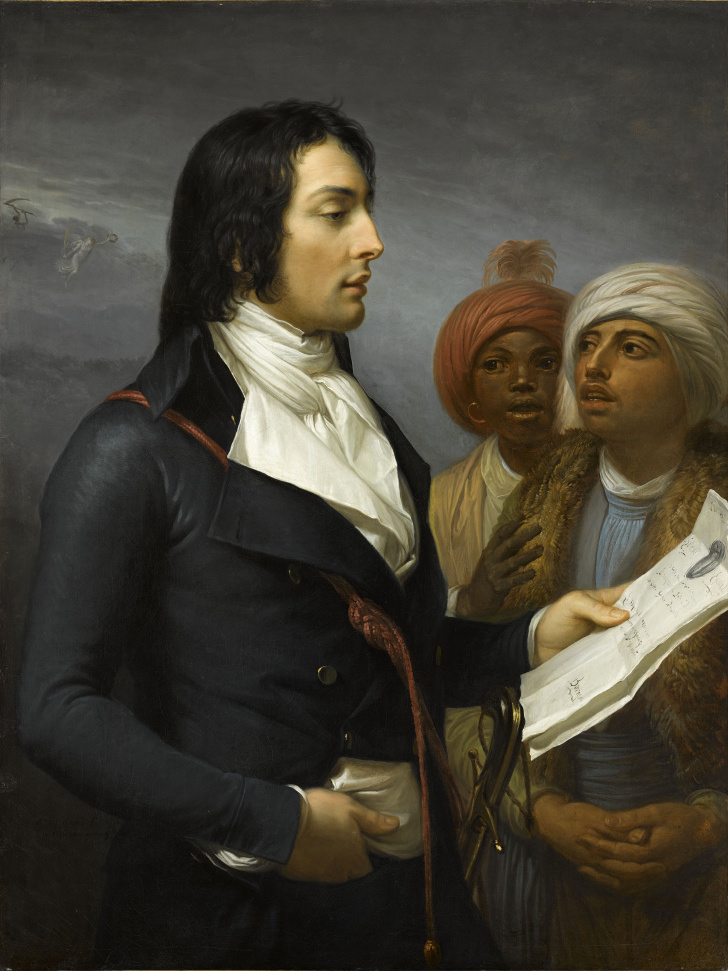
Louis Charles Antoine Desaix
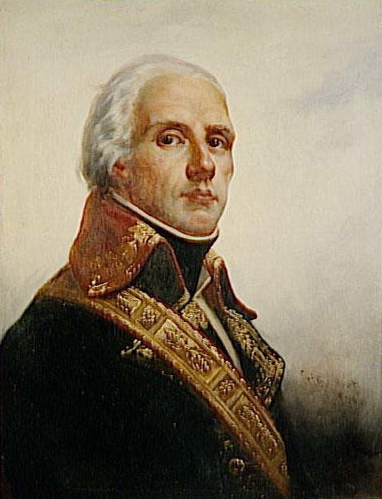
Jacques François Dugommier
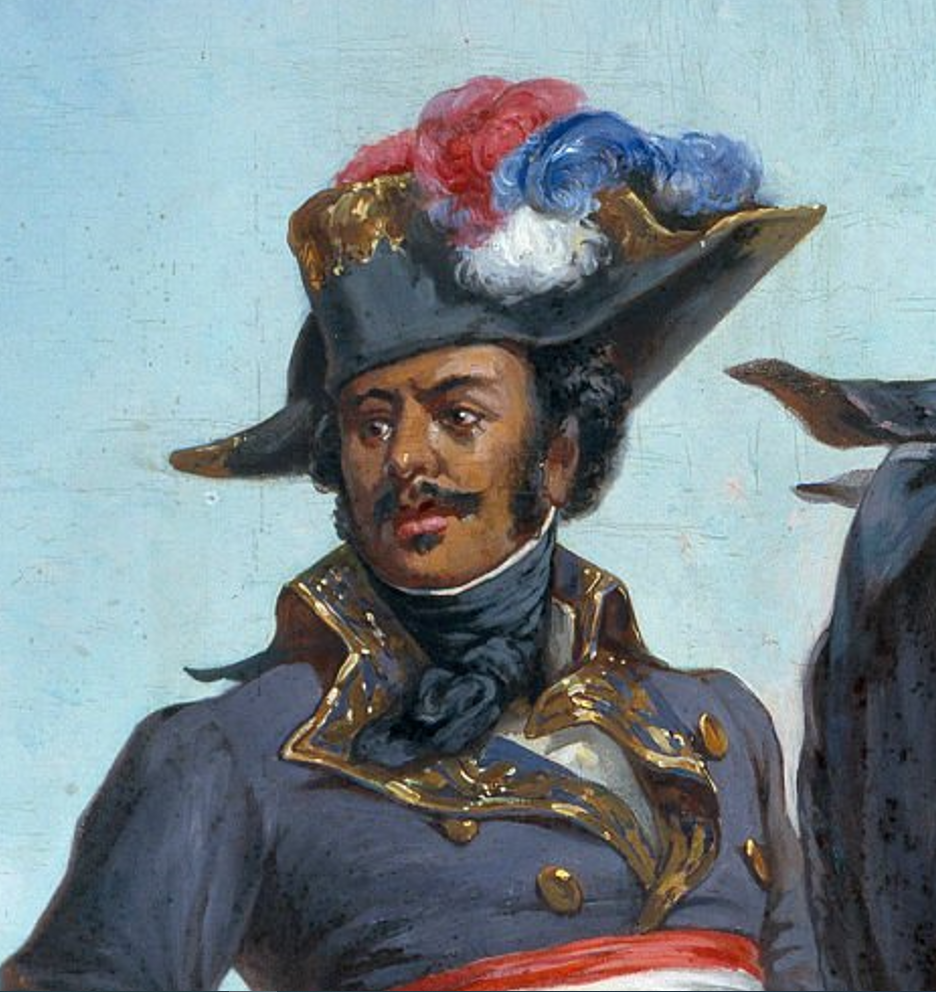
Alejandro Dumas
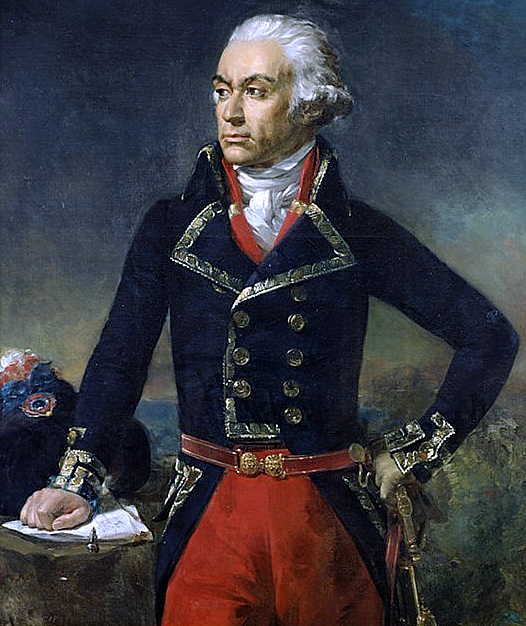
Charles François Dumouriez
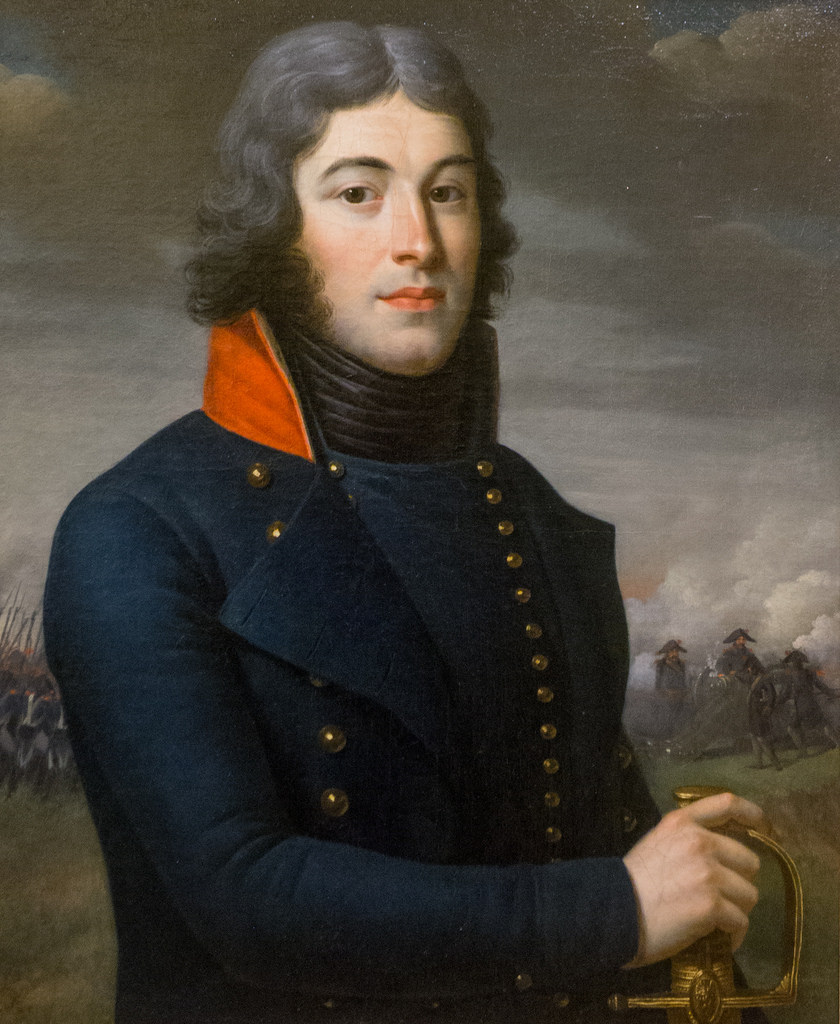
Lázaro Hoche
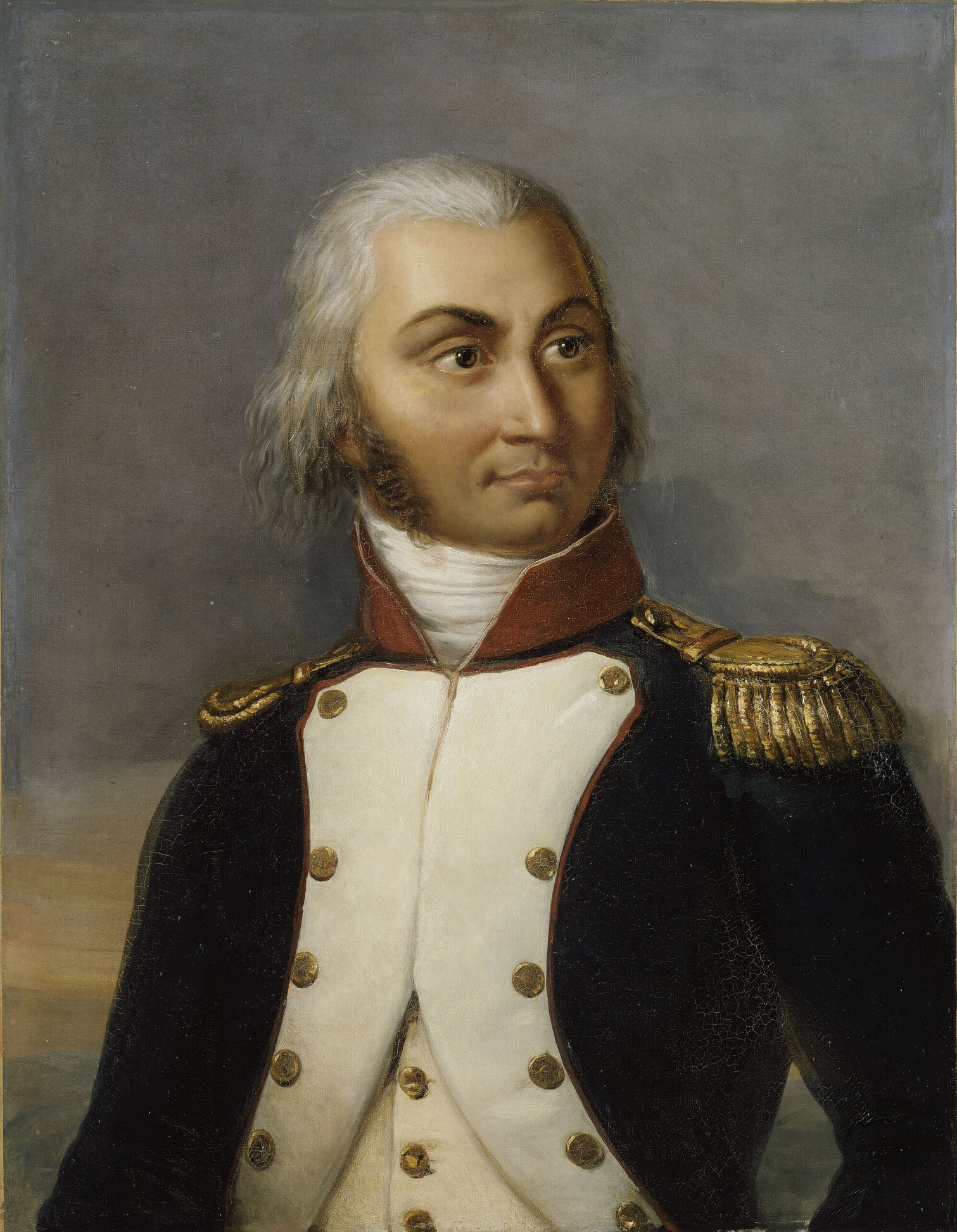
Jean-Baptiste Jourdan
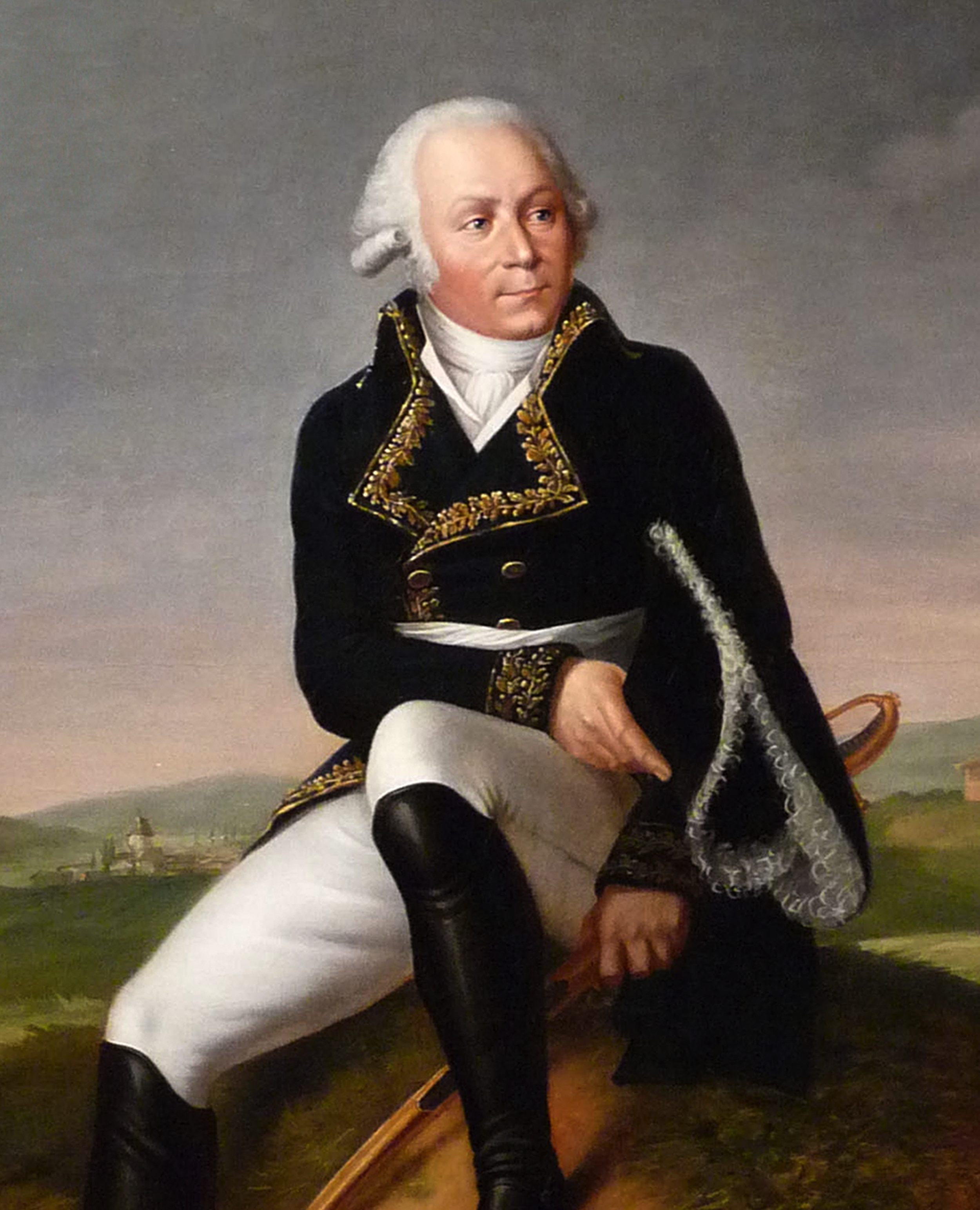
François Christophe Kellermann
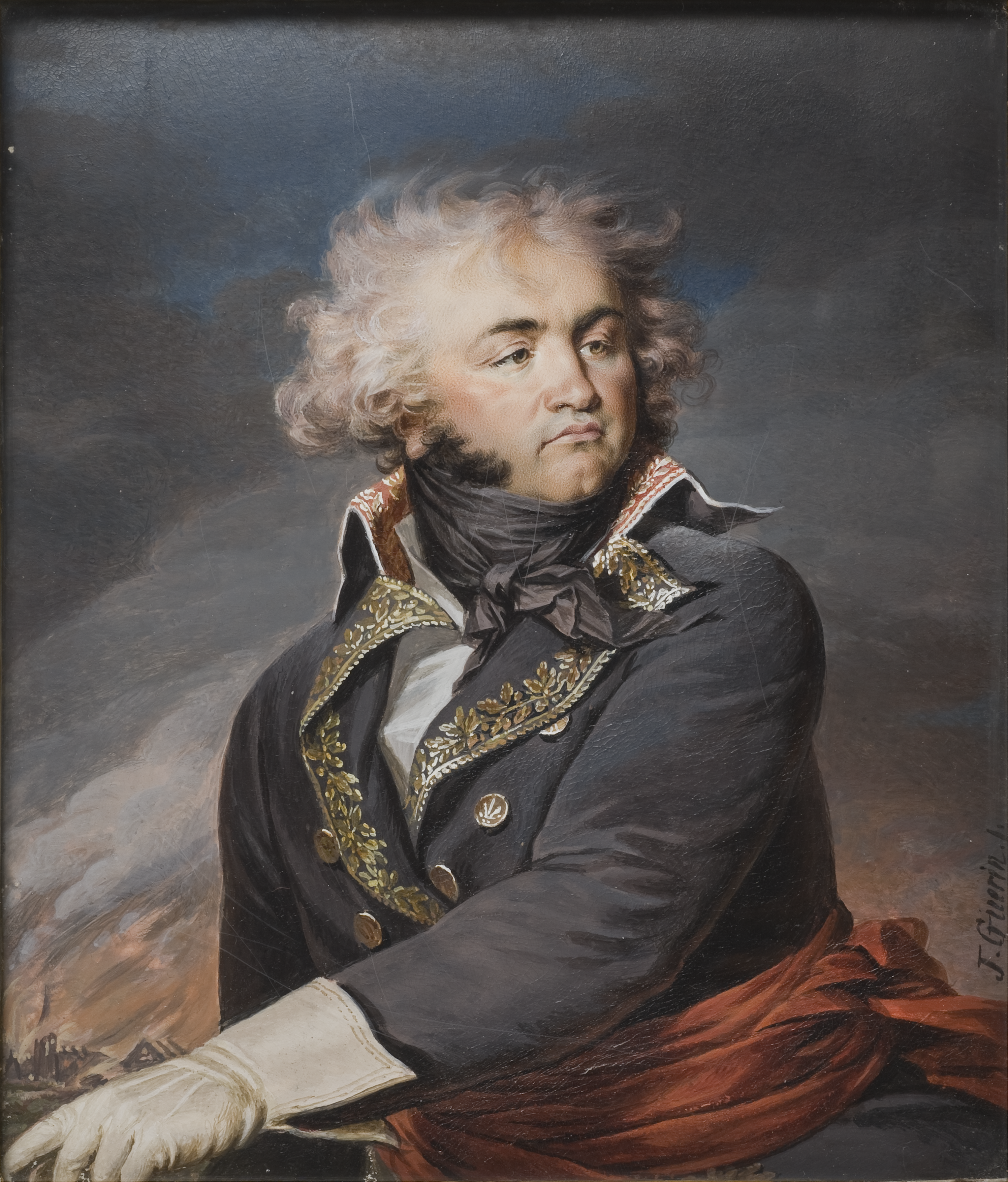
Jean-Baptiste Kléber
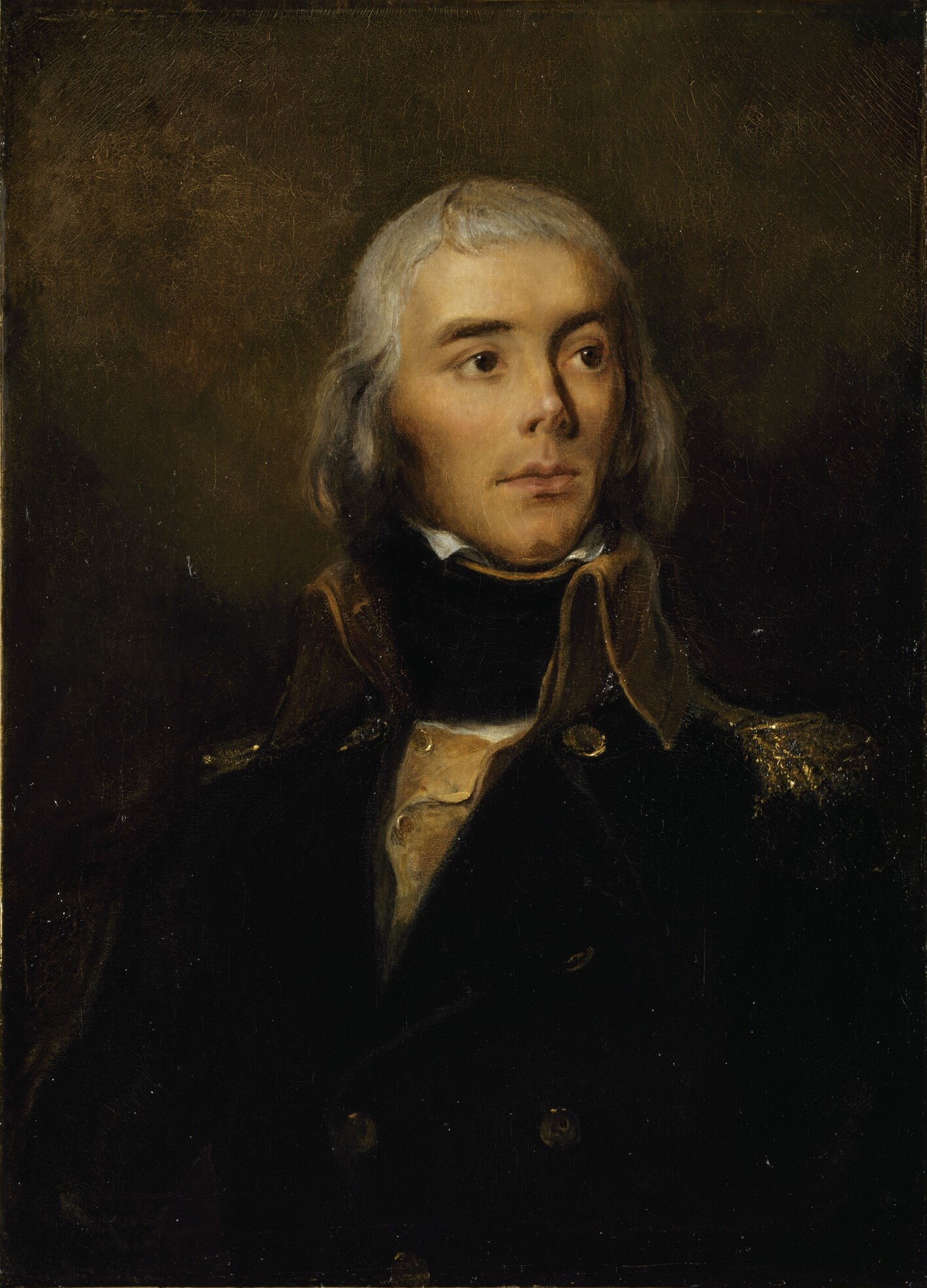
Étienne-Jacques MacDonald
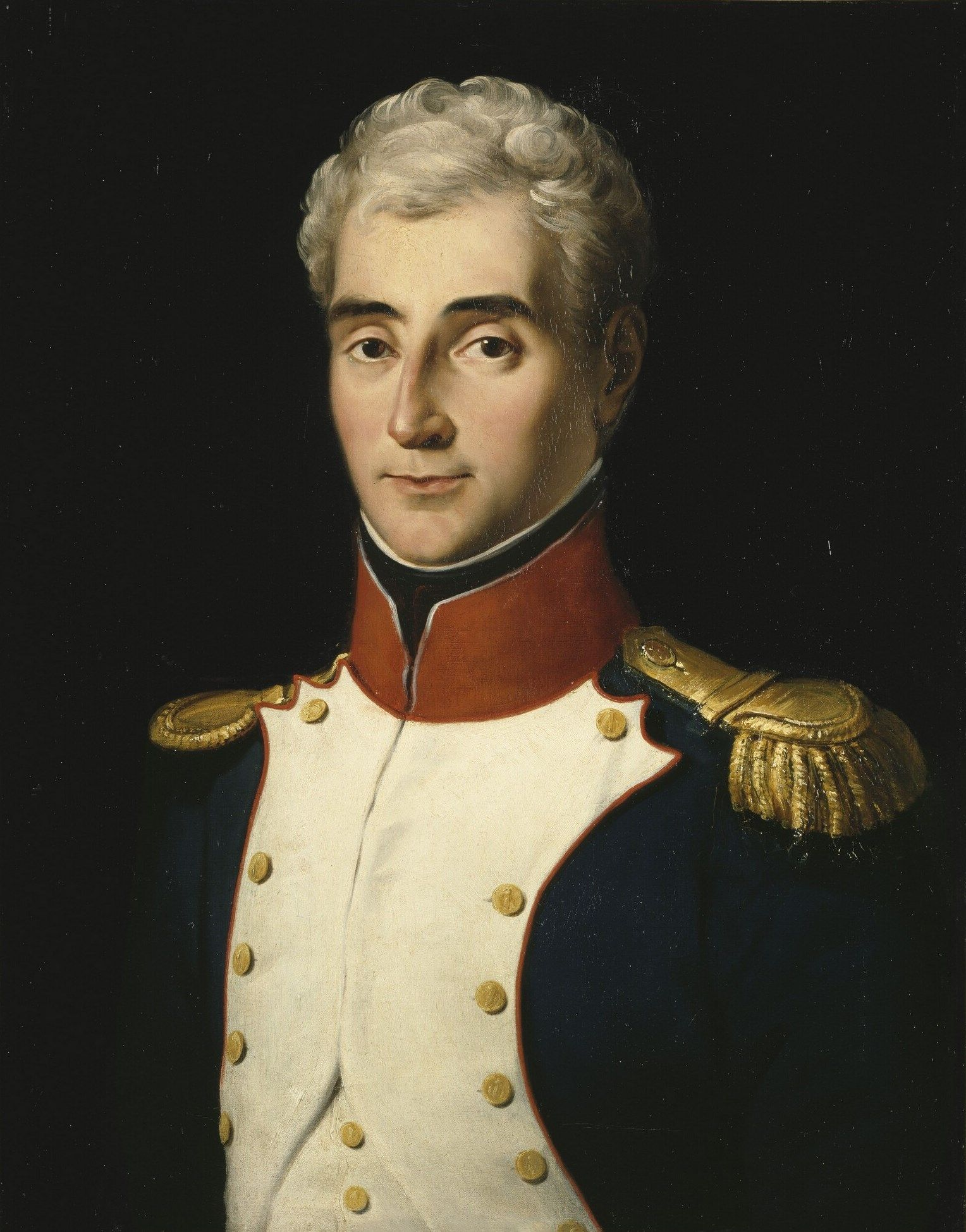
André Masséna
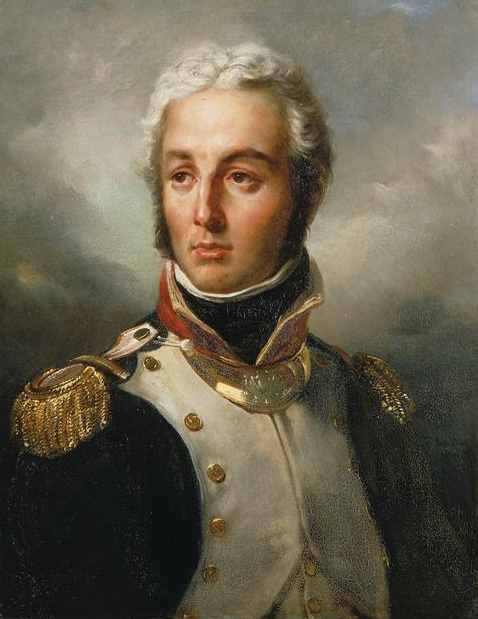
Jean Víctor Marie Moreau
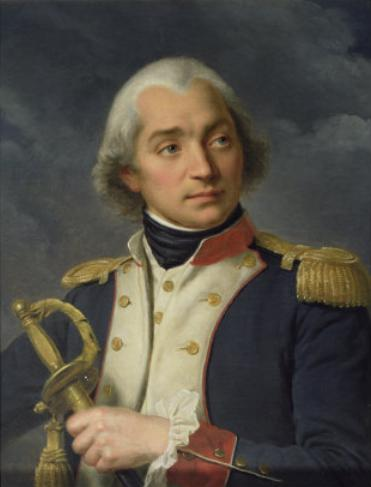
Carlos Pichegru
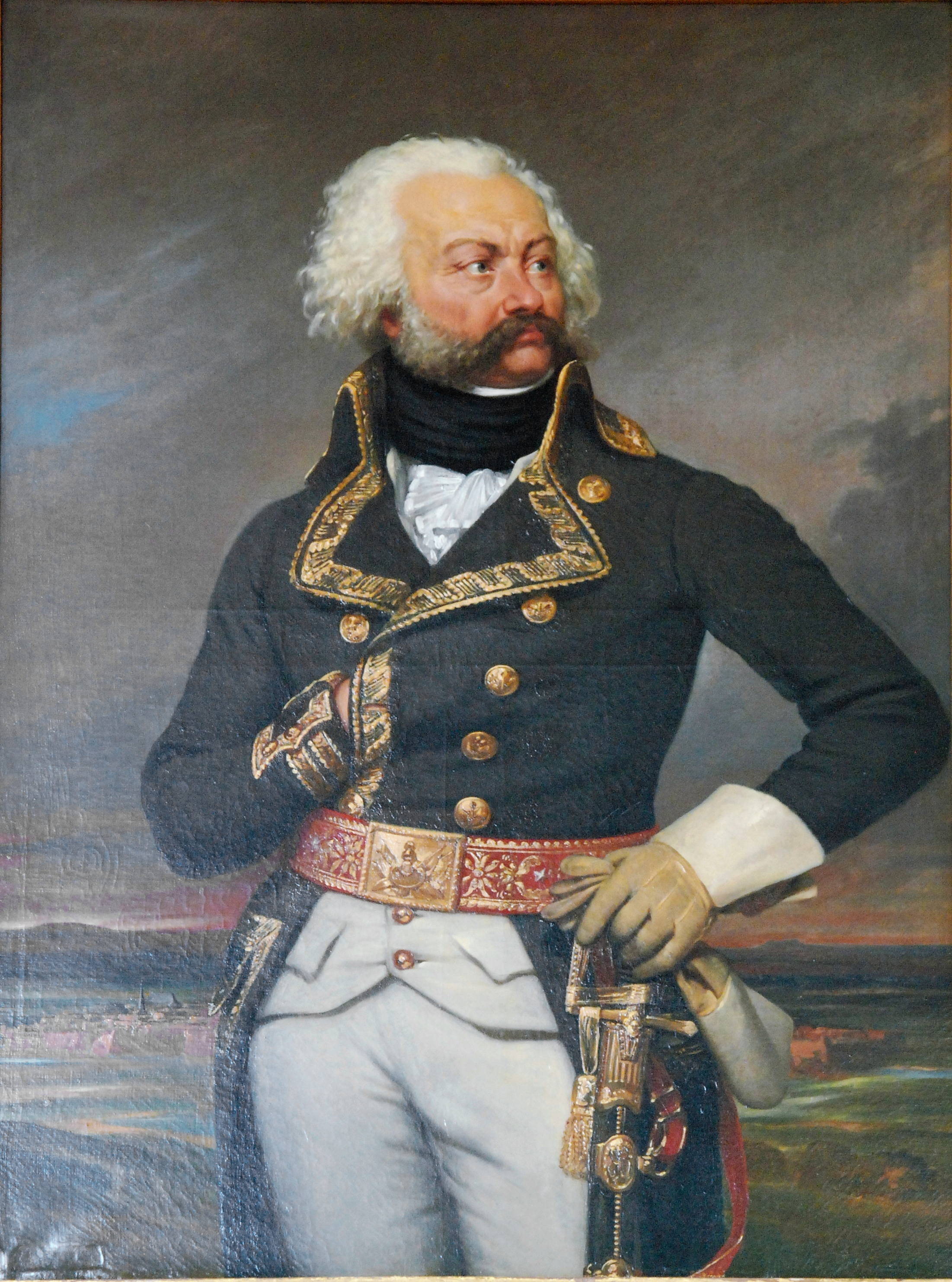
Adam Philippe, conde de Custine
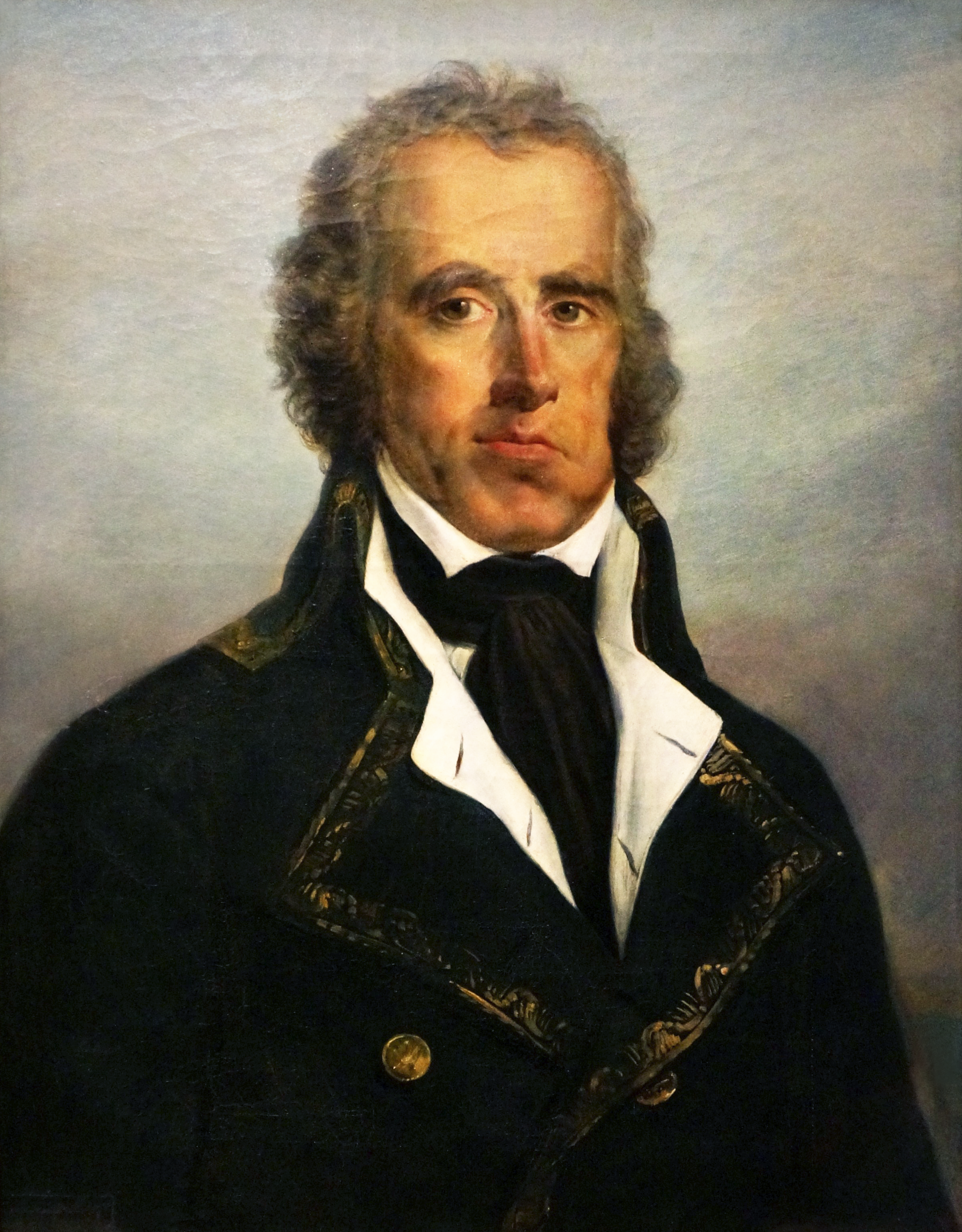
Jean Nicolás Houchard

## Ejércitos activos 1792–1804
Ejércitos de 1792
- Ejército del Norte
- Ejército del Rin
- Ejército de los Alpes
- Ejército de los Pirineos
- Ejército de la Costa
- Ejército del Centro
- Ejército de la Reserva
- Ejército del Var

Ejércitos después de la reestructuración de 1793
- Ejército del Norte
- Ejército de las Ardenas
- Ejército del Mosela
- Ejército del Rin
- Ejército de los Alpes
- Ejército de Italia
- Ejército de la costa de Brest
- Ejército de la costa de Cherburgo
- Ejército de la costa de La Rochelle
- Ejército de los Pirineos Occidentales
- Ejército de los Pirineos Orientales

El 1 de octubre, el ejército de la costa de La Rochelle fue renombrado como ejército del Oeste.
Ejércitos formados para tareas específicas
- Ejército de Sambre y Mosa
- Ejército  de Rin y Mosela
- Ejército de Roma Formado a partir del ejército de Italia para la ocupación de Roma.
- Ejército  de Inglaterra Formado originalmente para luchar contra los británicos en 1797, fue rebautizado como ejército de Oriente y dividido en:
  - Ejército  de Siria
  - Ejército  de Egipto
  - Expedición de Santo Domingo
- Ejército de Reserva. Formado en secreto por Napoleón y dirigido por él personalmente durante la campaña italiana de 1800, que culminó en la batalla de Marengo.
- Ejército  de Alemania
- Ejército del Danubio
- Ejército de Holanda
- Ejército de los Grisones
- Ejército de  las costas del Océano. Este ejército se formó para la invasión de Inglaterra, y en 1805 se convirtió en La Grande Armée.

### Estudios
- Bertaud, Jean Paul. El ejército de la revolución francesa: de ciudadano-soldado a instrumento de poder (Princeton University Press, 1988)
- Chandler, David G. Campañas de Napoleón, 1216 páginas. 1973.ISBN 0-02-523660-1 ; cubre cada batalla
- Charavay (1894). Les Grades Militaires sous la Révolution (en francés). París: Société d'histoire de la Révolution française.
- Elting, John Robert. Espadas alrededor del trono: la Grande Armée de Napoleón, 784 páginas. 1997.ISBN 0-306-80757-2
- Forrest, Alan. Soldados de la Revolución Francesa (1989).
- Gallaher, John G. (1997). General Alexandre Dumas: Soldier of the French Revolution (en inglés). Carbondale: SIU Press. ISBN 9780809320981.
- Hazen, Charles Downer - La Revolución Francesa (2 vol 1932) 948 páginas. ASIN B00085AF0W
- Lynn, John A. The Bayonets of the Republic: Motivation and Tactics in the Army of Revolutionary France, 1791–94, (1984) 356 páginas,ISBN 0-8133-2945-0
- Scott, Samuel F. "La regeneración del Ejército de Línea durante la Revolución Francesa". Revista de Historia Moderna (1970) 42 # 3 págs. 308–330. en JSTOR
- Scott, Samuel F. From Yorktown to Valmy: The Transformation of the French Army in an Age of Revolution (1998) en línea Archivado el 15 de abril de 2016 en Wayback Machine. Archived.
- Skocpol, Theda. "Revoluciones sociales y movilizaciones militares de masas". Política mundial (1988) 40 # 2 págs. 147–168.